# Breakdance

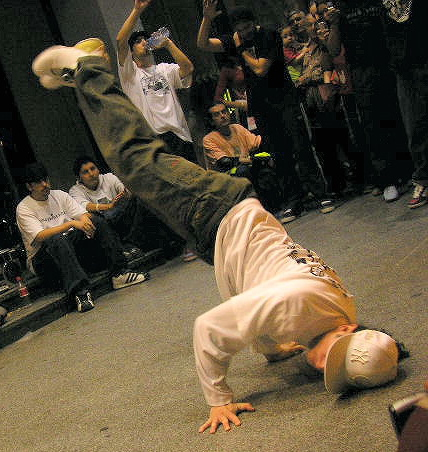
B-boy face o friză

Breakdance-ul apare ca un stil cu mult diferit de celelalte stiluri de dans existente, încât, primul lucru pe care oamenii îl întreabă este ceva de genul: "unde învață toți acești puști să danseze așa?". Pentru mulți, acest stil de dans pare venit de nicăieri. Însă, înainte de orice, breakdance-ul își are originea - în anul 1969, în James Brown și în hit-ul său, la vremea aceea, "Get on the Good Foot" iar mai apoi, Afrika Bambaataa - ca întemeietor al unuia dintre primele echipe de breakdance, The Zulu Kings - responsabili pentru succesul stilului. La vremea când interpreta "Get on the Good Foot", James Brown făcea ceea ce într-un singur cuvânt s-ar putea intitula Energie. Acest dans aproape acrobatic ajunge foarte popular în rândurile puștanilor din zona New York, în acest timp "Good Foot" devenind totodată un nou stil de dans, iar tradiția break battle-urilor este în sfârșit stabilită. Dansatorii de break se adună în locații precum Harlem World, pe 116th Street în Harlem și Battledancewise. "Good Foot"-ul, care în curând își va schimba denumirea în B-Boy și la scurt timp după asta în Breakdance, era foarte diferit de ceea ce vedem în ziua de azi. Lipseau multe dintre elementele de tehnică de acum: Headspin, Backspin s. a. Era ceea ce acum numim "old style Breakdance". Constă în elemente de podea, sau Rock Floor, dar într-un fel era mai complex decât ceea ce vedem astăzi. Pot exista unele mici variații la Headspin si Backspin, acestea fiind totuși minore, însă "Floor Rock"-ul câteodată implică unele mișcări de picioare extrem de complicate, fiind realizate totodată foarte rapid.
Printre practicanții breakdance-ului de stil vechi foarte apreciați se numărau și membrii unor bande de stradă din Bronx-ul de sud; se poate afirma că istoria breakdance pe acele străzi a început cu adevărat. Totul se desfășura la modul: break-battle în loc de battle cu arme adevărate. Motivele puteau fi: neînțelegeri apărute între membrii grupărilor adverse, câștigarea respectului adversarilor, încălcarea teritoriului celeilalte bande și altele, cea care câștigă competiția arătând prin asta că este mai puternică decât cealaltă. În unele situații făceau o înțelegere: partea care pierdea nu se mai apropia de teritoriul adversarului. Din nefericire însă, nu întotdeauna se evitau conflictele. De cele mai multe ori erau pornite chiar în timpul competițiilor, de către participanții care pierdeau. Nimănui nu-i place sa piardă.
În ziua de azi, confruntările violente de altădată din Bronx se ghidează după conceptul de "fair-play". În acest sens, s-a ajuns la crearea echipelor de b-boys, ce exersează și practică împreună. Noi grupări apar tot timpul; unele dintre ele nu se mulțumesc doar la a repeta elementele deja cunoscute, ci alocă un timp considerabil creării altora noi precum și exercițiilor, scopul final fiind: o tehnică mai bună, un stil diferit și o rapiditate cât mai mare în execuție.
Breakdance-ul, constând în poppin` , hookin` și b. boyin`, are mulți adepți. La începutul anilor `70 , grupul de phantomima "Shields & Yarmel" a lansat un nou stil de dans, așa numitul "robot dance", pe străzile din San Francisco. În același timp, un adolescent face vâlvă: M. Jackson, devenit mai târziu "the king of pop", apare la un show TV împreună cu frații săi, "Jackson 5", și entuziasmează adolescenții din toată America cu mișcările de robot și celebrul pas "moon walk". Pe stradă, în școli, toată lumea exersează mișcările cool ale lui king of pop. În `83-`84 apar filmele "Wild style", "Style wars" și "Beat street", breakdance-ul ajungând astfel să cunoască întreaga lume, chiar si in "Blocul Estic", care era total închis oricărei influențe din vest.
Tinerii încep să practice breakdance`ul în locuri publice, cu urmări din cele mai neplăcute. Abia în momentul în care guvernele comuniste și-au dat seama că breakdance`ul nu poate fi oprit de granițele politice au început să-l tolereze. Până la urmă, aceste grupuri de out-sideri au ajuns chiar să trăiască din aceste "Power mouves", dansatorii fiind închiriați de agenții de publicitate și chiar de diferite agenții care se ocupau de diferite evenimente, ba chiar și de teatre...
Rocksteady Crew : înființată în anii `70 în Bronx, este considerată deschizătoare de drumuri și cea mai importantă trupă din istoria breakdance-ului... Pentru a-l desemna pe cel mai bun dintre cei mai buni, break-erii se "dueleaza" în dansuri foarte solicitante din punct de vedere fizic , aceste dueluri numindu-se "battle". Un 
B.Boy adevărat nu dă înapoi de la nici un battle și acceptă orice provocare.